# 提贝斯提高原
提贝斯提高原，又称提贝斯提山脉或提贝斯提山地，是撒哈拉沙漠中部、乍得北部由一系列火山组成的熔岩高地，平均海拔超过2000米，其最高峰库西山是一座死火山，海拔3415米。
提贝斯提高原年降水量略多于周边沙漠地区，有温泉和季节性水流。图布族世居于此，早在2500年前便与柏柏尔人开始通商。提贝斯提高原北部奥祖地带是重要的铀矿产区，曾为乍得和利比亚争议地区，高原中尚有钨矿和锡矿。提贝斯提高原中有神秘岩画，约创作于公元前5000年至前3000年间，是撒哈拉沙漠岩画群的重要组成部分。